# Джейкобсон, Эбби
Э́бби Ли Дже́йкобсон (англ. Abbi Lee Jacobson; род. 1 февраля 1984, Уэйн, Пенсильвания, США) — американская комедиантка, сценаристка, актриса и иллюстратор. Наиболее известна как одна из создательниц и исполнительниц главных ролей в телесериале «Брод Сити».

## Ранние годы
Джейкобсон родилась в еврейской семье. Её мать, Сьюзан Комм, — художница, а отец, Алан Джейкобсон, — графический дизайнер. Она выросла в Уэйне, штат Пенсильвания, где училась в средней школе Уэлли Фордж (англ. Valley Forge Middle School) и старшей школе Конестога (англ. Conestoga High School). Джейкобсон изучала изящные искусства и видеопроизводство в Колледже искусств института Мэриленда, а также один семестр на третьем курсе проучилась в Колледже Эмерсон, после чего перевелась назад в институт Мэриленда.
Окончив университет в 2006 году, Джейкобсон переехал в Нью-Йорк, где начала брать занятия в театральной компании «Atlantic Theater Company» и комедийном клубе «Upright Citizens Brigade Theatre», где познакомилась с Иланой Глейзер.

## Карьера

### «Брод Сити»
С 2009 по 2011 год Джейкобсон и Глейзер исполняли главные роли в написанном ими же веб-сериале «Брод Сити», который фокусировался об их жизни в Нью-Йорке. Шоу было номинировано на премию «ECNY» в категории «Лучший веб-сериал», и получило положительные отзывы от критиков. Джейкобсон и Глейзер также адаптировали сериал в лайв-шоу под названием «Broad City Live», с которым выступали в «Upright Citizens Brigade Theatre».
В 2011 году телеканал FX приобрёл написанный Джейкобсон и Глейзер сценарий для сериала с Эми Полер в качестве продюсера шоу. Однако канал не одобрил сценарий и отказался от его производства. Джейкобсон и Глейзер предложили сериал телеканал Comedy Central, которой приобрёл шоу и заказал пилотный эпизод.
Премьера сериала состоялась 22 января 2014 года. Шоу было встречено с успехом как от критиков, так и в рейтингах.

### Иллюстрации
В 2013 году Джейкобсон выпустила две книги-раскраски совместно с издательством «Chronicle Books» под названием «Color This Book: New York City» и «Color This Book: San Francisco». Она также выступила иллюстратором книги «Carry This Book», выпущенной издательством  «Viking Press» в октябре 2016 года, и ставшей бестселлером по версии «The New York Times».

## Личная жизнь
Джейкобсон — бисексуалка.

## Фильмография

### Кино
| Год  | Название на русском      | Оригинальное название          | Роль                   | Примечания             |
| ---- | ------------------------ | ------------------------------ | ---------------------- | ---------------------- |
| 2009 |                          | Revelation 13                  | Даниэль                |                        |
| 2011 |                          | Special Things to Do           | Мэри                   | Короткометражный фильм |
| 2011 |                          | Upload                         | Элейн                  | Короткометражный фильм |
| 2014 |                          | High and Dry                   | девушка в студии       | Короткометражный фильм |
| 2016 | Соседи. На тропе войны 2 | Neighbors 2: Sorority Rising   | Джессика Байерс        |                        |
| 2016 |                          | The Master                     | курица (озвучка)       | Короткометражный фильм |
| 2017 | Ты — мне, я — тебе       | Person to Person               | Клэр                   |                        |
| 2017 | Лего Фильм: Ниндзяго     | The Lego Ninjago Movie         | Ния (озвучка)          |                        |
| 2018 | 6 шариков                | 6 Balloons                     | Кэти                   |                        |
| 2021 | Митчеллы против машин    | The Mitchells vs. the Machines | Кэти Митчелл (озвучка) |                        |

### Телевидение
| Год       | Название на русском       | Оригинальное название  | Роль                              | Примечания                               |
| --------- | ------------------------- | ---------------------- | --------------------------------- | ---------------------------------------- |
| 2014–19   | Брод Сити                 | Broad City             | Эбби Абрамс                       | 50 эпизодов                              |
| 2015      | Братья Лукас              | Lucas Bros. Moving Co. | сестра (озвучка)                  | Эпизод: «Sister Sister Sister»           |
| 2015      | Внутри Эми Шумер          | Inside Amy Schumer     | она сама                          | Эпизод: «80s Ladies»                     |
| 2015      | Битва фонограмм           | Lip Sync Battle        | она сама                          | Эпизод: «Abbi Jacobson vs. Ilana Glazer» |
| 2016      | Конь БоДжек               | BoJack Horseman        | Эмили (озвучка)                   | 5 эпизодов                               |
| 2017      | Портландия                | Portlandia             | девушка с фестиваля «Burning Man» | 2 эпизода                                |
| 2018      | Пьяная история            | Drunk History          | Глория Стайнем                    | Эпизод: «Sex»                            |
| 2018      | Королевские гонки Ру Пола | RuPaul's Drag Race     | она сама, приглашённая судья      | Эпизод: «Breastworld»                    |
| 2018-2022 | Разочарование             | Disenchantment         | принцесса Бин                     | 40 эпизодов                              |
| 2024      | За красивым фасадом       | No Good Deed           | Лесли Фишер                       |                                          |

### Веб-телевидение
| Год       | Название на русском                                  | Оригинальное название                                      | Роль        | Примечания                                                 |
| --------- | ---------------------------------------------------- | ---------------------------------------------------------- | ----------- | ---------------------------------------------------------- |
| 2010      |                                                      | Vag Magazine                                               | N/A         | Эпизод: «Feminist Sweepstakes»                             |
| 2010–2011 | Брод Сити                                            | Broad City                                                 | Эбби Абрамс | 15 эпизодов                                                |
| 2012      | Основы шутки                                         | Jest Originals                                             | N/A         | Эпизод: «I Didn't Know I Was Gilbert Gottfried»            |
| 2012      |                                                      | Moms V. Pros                                               | N/A         | 4 эпизода                                                  |
| 2013      | Основы студенческого юмора                           | CollegeHumor                                               | N/A         | Эпизод: «Jake and Amir/All-Nighter: Jake and Amir's Dream» |
| 2015      | Безымянный веб-сериал, который Морган делает для MTV | The Untitled Web Series That Morgan Evans Is Doing for MTV | Блэнш       | 1 эпизод                                                   |

## Награды и номинации
| Год  | Ассоциация                     | Категория                                                | Работа                | Результат |
| ---- | ------------------------------ | -------------------------------------------------------- | --------------------- | --------- |
| 2016 | Премия Гильдии сценаристов США | Лучший комедийный сериал                                 | Брод Сити             | Номинация |
| 2016 | Прайм-тайм премия «Эмми»       | Лучший короткометражный сериал в жанре драмы или комедии | Взлом в Брод Сити     | Номинация |
| 2017 | Премия «MTV Movie + TV Awards» | Лучшая роль в комедии (совместно с Иланой Глейзер)       | Брод Сити             | Номинация |
| 2017 | Прайм-тайм премия «Эмми»       | Лучший короткометражный сериал в жанре драмы или комедии | Взлом в Брод Сити     | Номинация |
| 2022 | Энни                           | Лучшая озвучка — полнометражный фильм                    | Митчеллы против машин | Победа    |